# Duruelo de la Sierra
Duruelo de la Sierra település Spanyolországban, Soria tartományban. Duruelo de la Sierra Covaleda, Soria, Regumiel de la Sierra, Neila, Mansilla de la Sierra és Viniegra de Abajo községekkel határos. Lakosainak száma 1026 fő (2024).

## Népesség
A település népessége az elmúlt években az alábbi módon változott:
| Lakosok száma | 1440 | 1406 | 1364 | 1313 | 1297 | 1225 | 1122 | 1090 | 1063 | 1026 |
|               | 2001 | 2004 | 2007 | 2009 | 2012 | 2014 | 2017 | 2019 | 2022 | 2024 |